# كأس سلوفاكيا 2004–05
كأس سلوفاكيا 2004–05 هو موسم من كأس سلوفاكيا. كان عدد الأندية المشاركة فيه 30، وفاز فيه دوكلا بانسكا بيستريتسا ‏.